# Русский Букер
«Ру́сский Бу́кер» (в 1999—2001 — «Букер — Smirnoff», в 2002—2005 — «Букер — Открытая Россия») — литературная премия, присуждавшаяся в 1992—2017 годы за лучший роман на русском языке, опубликованный в журнале или отдельной книгой в премиальный год. С 2004 года наряду с основной премией вручался «Студенческий Букер». 19 сентября 2019 года премия официально прекратила существование.
На соискание премии мог быть выдвинут роман, написанный на русском языке ныне живущим автором, опубликованный с 16 июня предыдущего года по 15 июня текущего. Условия конкурса и состав жюри определял комитет премии (Букеровский комитет), состоящий из пяти членов (четверо — писатели, критики, филологи, пятый член жюри чаще всего представляет какой-либо иной вид искусства), сперва определял шорт-лист (от трёх до шести романов), а затем объявлял победителя.

## История
Премия «Русский Букер» была учреждена 9 октября 1991 года британской торговой компанией Booker plc по инициативе Британского совета в России как проект, аналогичный британской Букеровской премии, учреждённой в 1969 году для Великобритании, стран Содружества и Ирландии.
Постепенно руководство премией было передано российским литераторам в лице Букеровского комитета, в который входят видные писатели, представители литературной общественности, деятели культуры. С 1999 года комитет возглавлял литературовед и критик Игорь Шайтанов, с 2004 года — британский журналист, литератор и дипломат Джордж Уолден. Комитет устанавливает правила конкурса и приглашает членов жюри, состав которого меняется каждый год.
Список соискателей премии первоначально определялся коллегией номинаторов, c 2003 года номинаторами выступают издатели и публикаторы. Ежегодно сменяемое жюри из пяти членов (четверо — писатели, критики, филологи, пятый член жюри чаще всего представляет какой-либо иной вид искусства) вначале определяет шорт-лист (от трёх до шести романов), а затем объявляет победителя.
Дважды проводился конкурс «Букер десятилетия» в 2001 и в 2011 году.
19 сентября 2019 года Правление фонда «Русский Букер» и Комитет премии «Русский Букер» официально заявили о прекращении премии. Однако фонд «Русский Букер» закрыт не был, «оставляя тем самым возможность для возобновления премии».

## Спонсоры
В качестве спонсоров премии выступали крупные русские и международные компании. С 1992 по 1996 год «Букер» спонсировался британской торговой фирмой Booker plc. С 1997 по 2001 год её спонсором выступала международная компания United Distillers and Vintners, частью которой является Фонд имени Петра Смирнова. В этот период премия стала называться Smirnoff‑Букер.
В 2002 году главным спонсором Букеровской премии в России стала Региональная общественная организация «Открытая Россия», созданная в декабре 2001 года акционерами нефтяной компании «ЮКОС» и группой частных лиц, в связи с чем с 2002 по 2005 год премия именовалась «Букер — Открытая Россия».
С 2005 года финансирование премии осуществлялось в рамках благотворительной программы компании British Petroleum. Размер премии был увеличен с 15 до 20 тысяч долларов для лауреата конкурса, остальные пять финалистов получали по одной тысяче долларов. В 2011 году попечителем премии была «Российская корпорация средств связи».
С 2012 года и на следующие пять лет Попечителем премии «Русский Букер» стал Банк «ГЛОБЭКС», структура «Внешэкономбанка», целиком государственного, от которой «Благотворительный фонда „Русский букер“» только в 2016 году получил 16 миллионов рублей.
В 2017 году шестым за время существования премии попечителем стала кинокомпания «Фетисов Иллюзион» продюсера и предпринимателя Глеба Фетисова.
С весны 2018 года шли поиски спонсоров, которые не увенчались успехом. В результате в 2018 году премия не была присуждена. Спонсора не удалось найти и в дальнейшем: «велись многочисленные переговоры и поступали предложения, но, в конце концов, они не дали результата. Учитывая формат премии и её репутацию, далеко не каждое предложение могло быть принято. Изначально мы не рассматривали предложения, которые могли поступить из-за рубежа, поскольку это сразу ставило российскую премию в положение „иностранного агента“, что было бы, по меньшей мере, абсурдно для премии, цель которой — продвижение и поддержка русской литературы. Не могли быть приняты предложения, которые влекли за собой принципиальное изменение положения о премии и её сложившегося формата. По этой причине были отклонены варианты, подразумевавшие вмешательство спонсора в премиальный процесс или перенос всех её событий за пределы Москвы».

## Лауреаты
- 1992 — Марк Харитонов — «Линия Судьбы, или Сундучок Милашевича».
- 1993 — Владимир Маканин — «Стол, покрытый сукном и с графином в середине»
- 1994 — Булат Окуджава — «Упразднённый театр».
- 1995 — Георгий Владимов — «Генерал и его армия».
- 1996 — Андрей Сергеев — «Альбом для марок».
- 1997 — Анатолий Азольский — «Клетка».
- 1998 — Александр Морозов — «Чужие письма».
- 1999 — Михаил Бутов — «Свобода».
- 2000 — Михаил Шишкин — «Взятие Измаила».
- 2001 — Людмила Улицкая — «Казус Кукоцкого»
- 2002 — Олег Павлов — «Карагандинские девятины, или Повесть последних дней».
- 2003 — Рубен Давид Гонсалес Гальего — «Белое на чёрном»
- 2004 — Василий Аксёнов — «Вольтерьянцы и вольтерьянки».
- 2005 — Денис Гуцко — «Без пути-следа»
- 2006 — Ольга Славникова — «2017»
- 2007 — Александр Иличевский — «Матисс»
- 2008 — Михаил Елизаров — «Библиотекарь»
- 2009 — Елена Чижова — «Время женщин»
- 2010 — Елена Колядина — «Цветочный крест»
- 2011 — Александр Чудаков — «Ложится мгла на старые ступени…»
- 2012 — Андрей Дмитриев — «Крестьянин и тинейджер»
- 2013 — Андрей Волос — «Возвращение в Панджруд»
- 2014 — Владимир Шаров — «Возвращение в Египет».
- 2015 — Александр Снегирёв — «Вера»
- 2016 — Пётр Алешковский — «Крепость»
- 2017 — Александра Николаенко — «Убить Бобрыкина. История одного убийства»

## Критика
«Русский Букер» славился непредсказуемыми и парадоксальными решениями, которые не всегда вызывали одобрение у литературных экспертов.
Сам механизм функционирования премии встретил возражения специалистов. Так, Борис Кузьминский в 1998 году подчёркивал, что анонимность номинаторов премии приводит к их безответственности, так что «длинный список номинантов <…> всякий раз пестрел названиями графоманских опусов, выдвинутых либо по небрежности, либо по откровенному блату», а Дмитрий Кузьмин в 2000 году обратил внимание на эклектичность состава букеровских жюри, подбор которого «по социокультурным группам (представитель зарубежной славистики, представитель провинции, представитель читательской общественности — чаще всего почему-то актёр, — и так далее) — приводит к тому, что равнодействующая цеховых интересов и пристрастий неизбежно начинает стремиться к нулю», в результате чего выбор жюри «так и остаётся ситуативным, лишённым стратегических оснований: просто средневзвешенное мнение неких общеинтеллигентных людей».
Ряд писателей высказывали и принципиальное неприятие «Русского Букера». Уже первое решение жюри, в результате которого премию в 1992 году не получил общепризнанный фаворит — роман Людмилы Петрушевской «Время ночь», встретило почти единодушное неодобрение. Владимир Новиков в 2000 году характеризуя самого первого букеровского лауреата — роман «Линии судьбы, или Сундучок Милашевича» Марка Харитонова как скучный, констатировал: «С самого начала у букеровского сюжета не получилось завязки, не удалось посредством премии выдвинуть лидера, которого современным прозаикам страстно захотелось бы догнать и перегнать. А ведь именно в этом, если вдуматься, культурная функция, культурная стратегия любой литературной премии». Елена Фанайлова отмечала в 2006 году: «Русский Букер не соответствует своему английскому родителю ни с нравственной, ни с содержательной точки зрения (можно сравнить с доступной уже в России переводной версией Букера). Премия держит в фокусе внимания литературу, не интересную ни на внутреннем, ни на внешнем рынке, либо, если речь идёт о конвертируемом авторе (Улицкая, Аксёнов), вручается не за „роман года“, а „за заслуги“». Также она раскритиковала букеровский комитет за, что тот «сдал» Ходорковского, который три года содержал премию, после того, как того арестовали. Юрий Поляков в 2008 году указывал, что «люди получают премии не за качество художественного текста, не за какое-то художественное открытие, не за умение достучаться до читателя, а за верность определённой тусовке, в основном — экспериментально-либерального направления. <…> Практически все книги, которые были отмечены премией, <…> не имели никакой серьёзной читательской судьбы, <…> они получили премию и тут же были напрочь забыты». По убеждению Полякова «Русский Букер» в силу своей раскрученности отрицательно повлиял на современную русскую литературу. Ему вторил Дмитрий Быков, который в 2010 году отметил свойственную букеровскому жюри «удивительную способность выбрать из шести романов худший или, во всяком случае, наименее значимый». «Русский Букер» по мнению Быкова поощрял «не просто графоманию, <…> но квинтэссенцию неостроумной, скучной, многословной пошлости, каковая и олицетворяет теперь, надо полагать, российскую литературу».
Литературный критик Константин Трунин, характеризуя случивший в 2018 году кризис премии, отмечал: «За всё время существования премия себя не оправдала, каждый год выбирая победителем писателя, создавшего труд, далёкий от понимания русским человеком окружающей его действительности. Шла прямая пропаганда не русских, а западных ценностей. Либо наоборот, перед Западом показывалась литература, которой не суждено создать и близкого подобия произведений, создававшихся в России на протяжении XIX века. И не приходится удивляться, почему год от года „Русский Букер“ терял авторитет среди нарождающихся премий. Будучи вручён двадцать шесть раз, он столкнулся с отторжением спонсоров, вследствие чего появилась необходимость пересмотреть смысл существования, изыскав требуемое читателем преображение к истинно русской гуманистической системе ценностей».